# سرگی باکولین
سرگی باکولین (روسی: Серге́й Васильевич Бакулин؛ زادهٔ ۱۳ نوامبر ۱۹۸۶) دونده پیاده‌روی سرعت اهل روسیه است.